# 航空路管制
航空路管制（こうくうろかんせい）は、計器飛行方式 (IFR) で主に航空路を飛行中の航空機に対する航空交通管制である。形態は国によって異なるため、この項目では主として日本の航空路管制について説明する。

## 概要
航空路管制業務は航空交通管制部 (ACC) の管制区管制所により行われる。日本が管轄する福岡飛行情報区 (FIR) における航空路管制機関は4つの航空交通管制部と航空交通管理センター (ATMC) である。
- 航空交通管理センター (ATMC)
- 札幌航空交通管制部 (札幌ACC)
- 東京航空交通管制部 (東京ACC)
- 福岡航空交通管制部 (福岡ACC）
- 神戸航空交通管制部 (神戸ACC)（旧神戸航空衛星センター）
- 那覇航空交通管制部 (那覇ACC) 2018年10月1日廃止

このうち、航空交通管理センター (ATMC) は太平洋上空の洋上管制区を管轄している。それぞれの航空交通管制部は管轄空域をさらに細分化したエリア（「セクター」とも）ごとに業務を行っている。最もセクター数が多い東京航空交通管制部の場合は、23のセクターに分けて業務を行っている。

## 追跡体制の強化
2005年と2006年にそれぞれ打ち上げられた運輸多目的衛星 (MTSAT) であるひまわり6号とひまわり7号を用いて、洋上やVHF通信のブラインドエリアを飛行している航空機との間で、各種データ通信を行えるようになった。そのため、レーダーでの追跡ができない洋上において、運航本数を増やせるようになった。 
MTSATを利用することで、飛行経路間隔（左右間隔）や航空路毎の管制縦間隔（前後間隔）の短縮が見込まれる。また、短縮垂直間隔 (RVSM) によって垂直管制間隔（上下間隔）を狭く、航法精度要件 (RNP) を満たす航空機の場合であれば、広域航法 (RNAV) により航空路の保護空域の縮小により並行経路間隔を狭くして運航本数を増やせる。